# Беатріче Портінарі

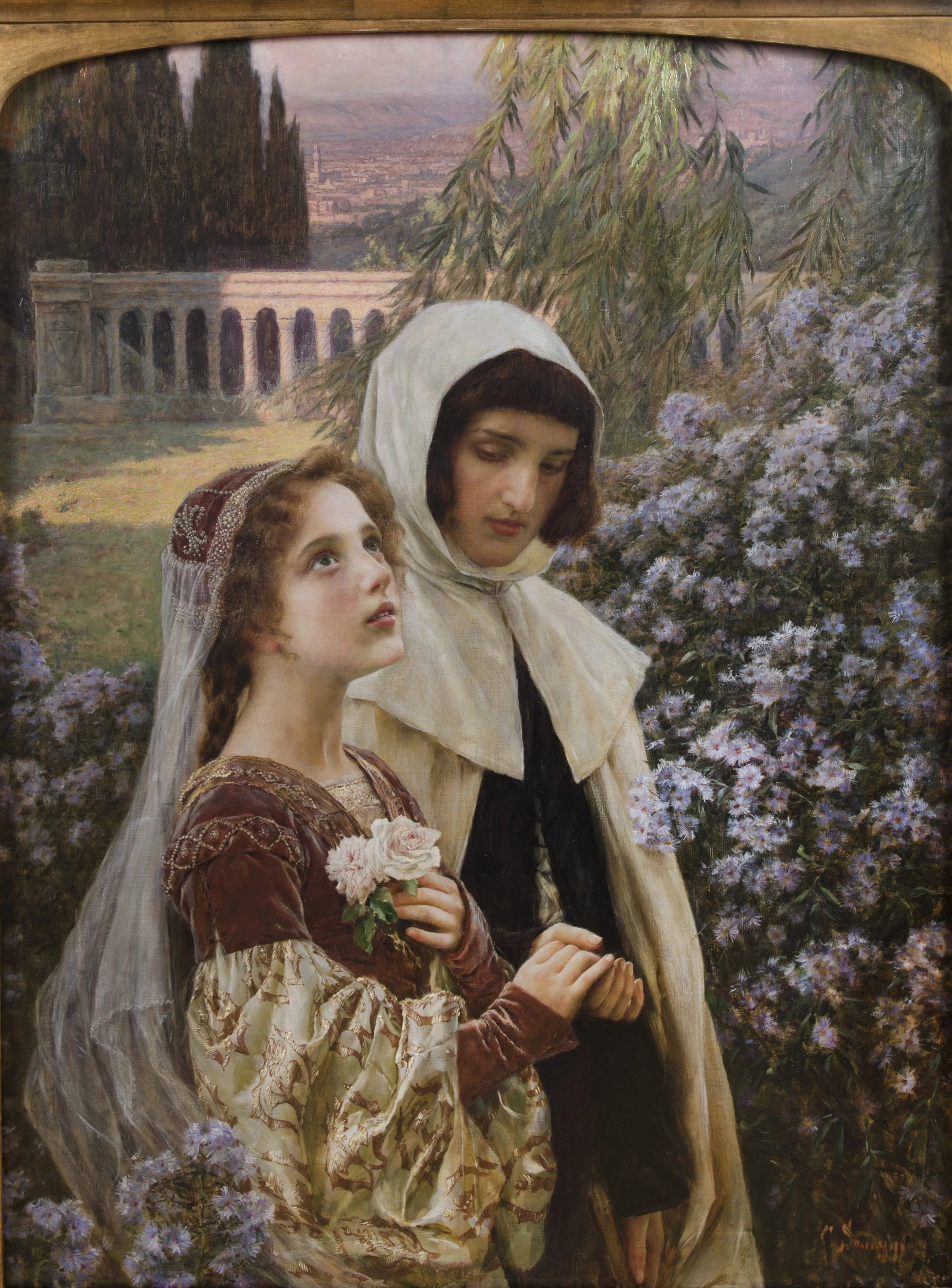
Incipit vita nova, Данте і Беатріс у саду, 1903, твір у стилі прерафаеліта Чезаре Саккаджі да Тортона.

Беатрі́че ді Фолько Портіна́рі (італ. Beatrice Portinari, нар.1265/1266 — пом.1290) — флорентійська аристократка, «муза» і таємне платонічне кохання італійського поета Данте Аліґ'єрі. Ототожнюється з Беатріче, провідником Данте у Раю в «Божественній комедії». Образ Беатріче справив великий вплив на розвиток теми платонічного кохання до недосяжної дами в європейській поезії наступних століть.

## Біографія
Про реальне життя Беатріче залишилося небагато документальної інформації, через що вчені досі сперечаються з приводу ототожнення Беатріче з творів Данте з реальною особою. Традиційна версія, автором якої є Бокаччо, стверджує, що дамою, яку кохав Данте, була Беатріче, донька багатого флорентійця Фолько Портінарі та дружина Сімоне дей Барді з впливової родини банкірів Барді. Стимулом довіряти твердженню Бокаччо є той факт, що його мачуха, Маргарита дей Мардолі, донька монни Лаппи — з роду Портінарі, і була троюрідною сестрою Беатріче.
Батьком Беатріче був багатий флорентійський банкір Фолько Портінарі (італ. Folco di Ricovero Portinari), який народився у Портіко-ді-Романья, переїхав до Флоренції та мешкав у будинку недалеко від будинку Данте. За свідченням Данте, найближчий родич Беатріче (ймовірно, брат) був його найближчим другом. Фолько заснував шпиталь Санта-Марія-Нуова; в нього було шість доньок.
Беатріче народилася у 1265 чи 1266 році. Її дату народження можна лише вирахувати, ґрунтуючись на словах Данте, який назвав, на скільки років вона була молодша за нього. Проте документальних свідчень її народження немає.

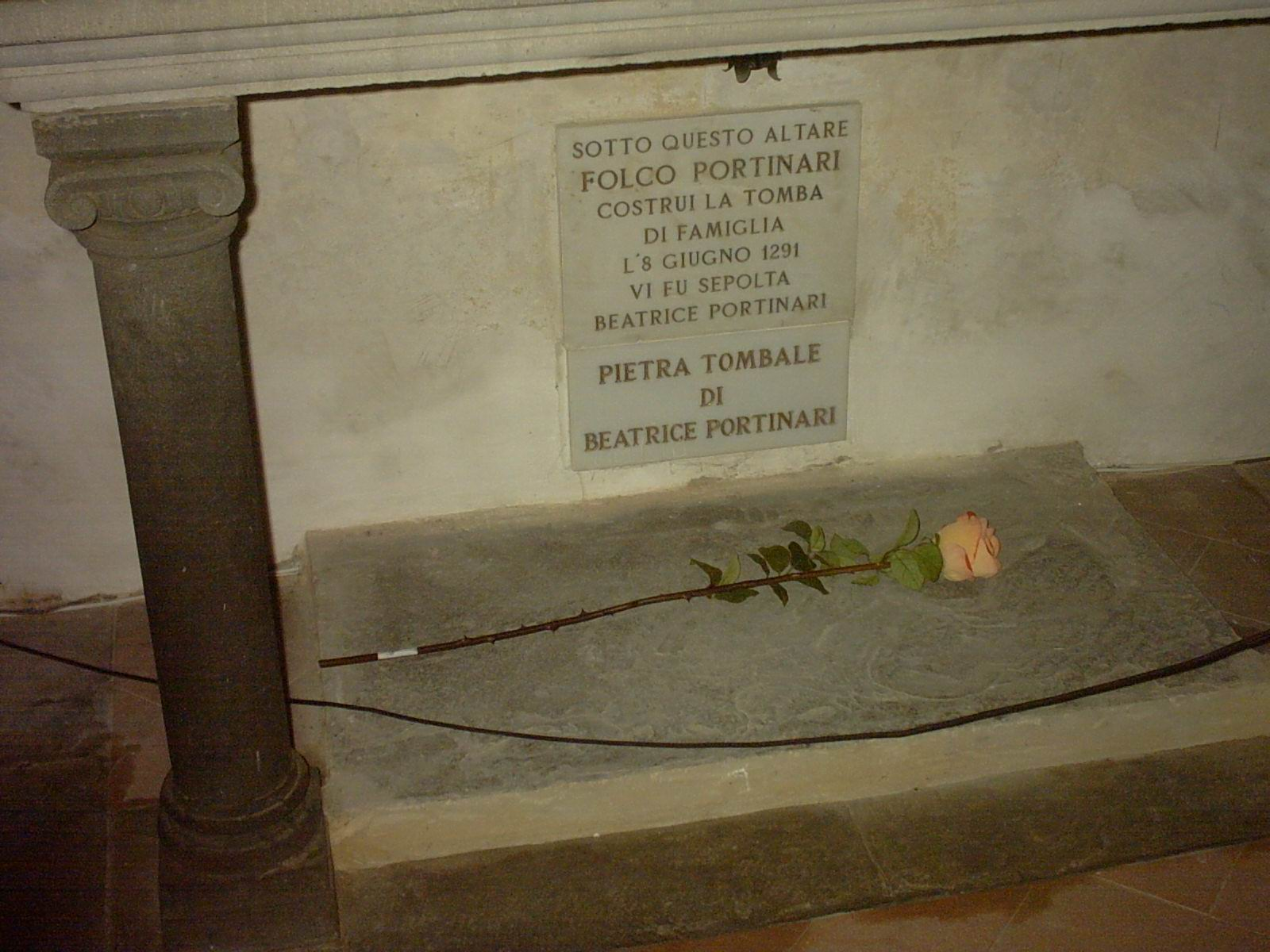
Надгробок Беатріче Портінарі у церкві Санта-Маргарита-де-Черчі

Відомо, що до 1287 року включно вона стала дружиною банкіра Сімоне дей Барді — у 1287 році Фолько лишає заповіт, в якому згадана «донька Беатріче, яка узяла шлюб з паном Сімоне дей Барді» (помер Фолько у 1289 році). Дата шлюбу з Сімоне дей Барді на прізвисько Мона також точно не встановлена: за однією версію, це сталося у січні 1287 року, за іншою — набагато раніше. Остання версія базується на документі 1280 року, знайденого в архіві династії Барді. В ньому йде мова про продаж Сімоне своєму братові земельної ділянки, ця угода відбувається із згоди «його дружини Беатріче», якій тоді було близько 15 років. Інший документ від 1313 року повідомляє про шлюб доньки Сімоне на ім'я Франческа з чоловіком Франческо П'єроцци Строцци, проте не вказує, від якої дружини донька — від першої, Беатріче, чи від другої, Сібілли ді Пуччо Дечіайолі. Сімоне також мав ще одну доньку Джемму (у шлюбі Барончеллі) та сина Бартоло.
Беатріче померла у 1290 році у віці близько 24 років, причиною її настільки ранньої смерті вважають пологи. Могила Беатріче за традиційною версією знаходиться в церкві Санта-Маргарита-де-Черчі, неподалік від будинків Аліґ'єрі та Портінарі, в якій поховані її батько та члени його родини. На честь Беатріче в цій церкві встановлено мармурову дошку. Однак, ця версія досить сумнівна, адже одружену Беатріче мали поховати у родинному склепі її чоловіка (базиліка Санта-Кроче, поряд із каплицею Пацці).

## Беатріче і Данте

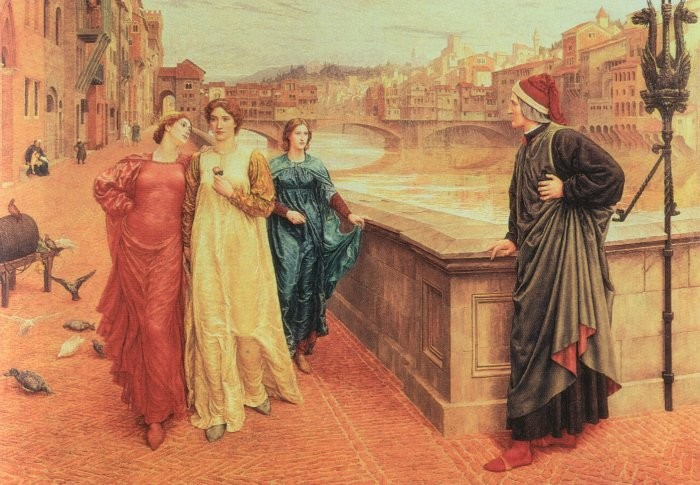
«Данте і Беатріче», картина Генрі Голідея, що зображає зустріч поета з Беатріче

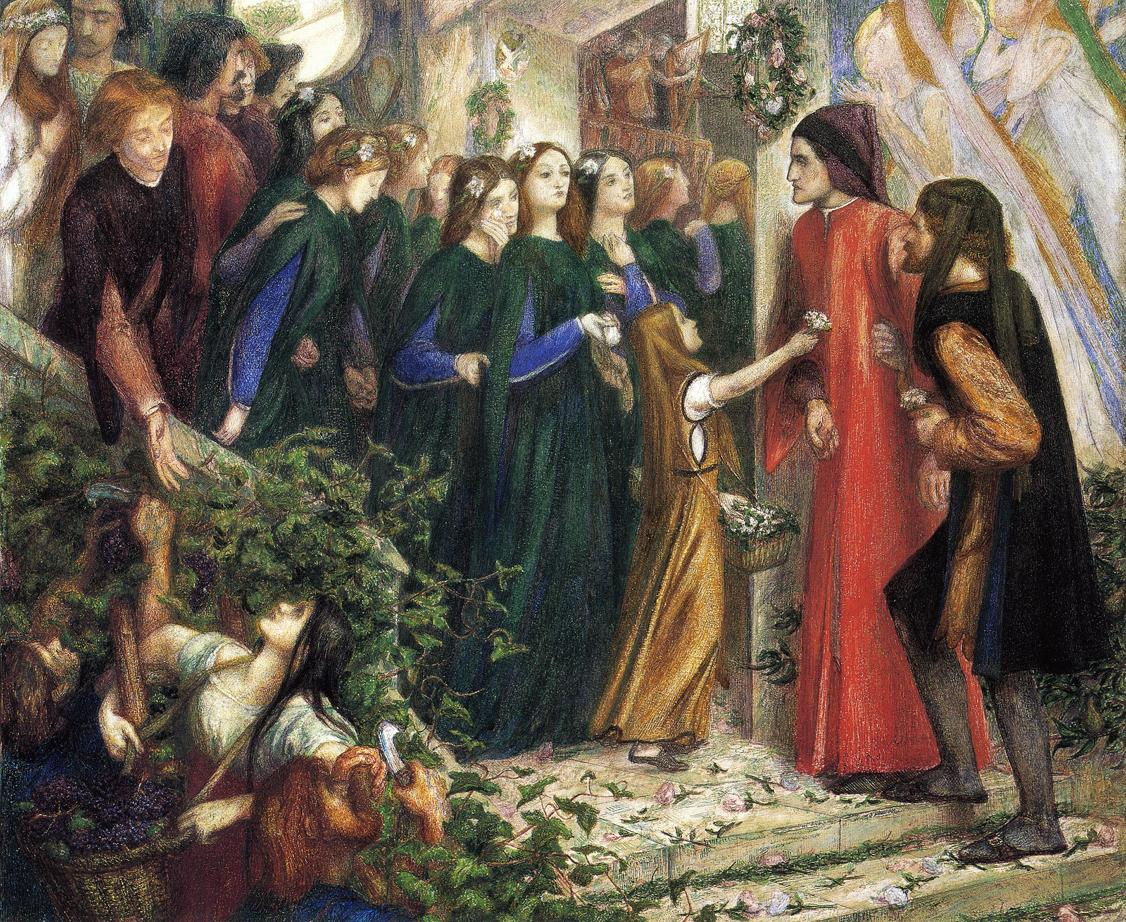
Зустріч Данте з Беатріче на чужому весіллі. Картина Данте Габріеля Росетті

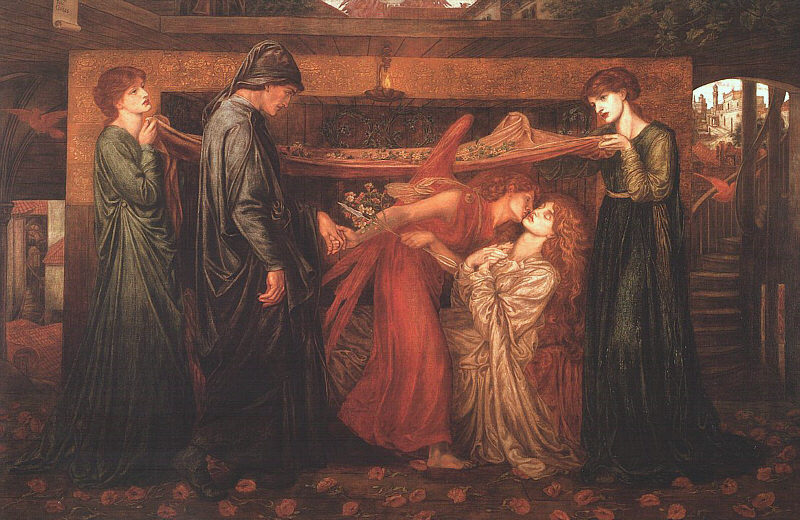
Сон Данте про смерть Беатріче. Картина Данте Габріеля Росетті

Про свої стосунки з Беатріче Данте розповів у напівбіографічному творі La Vita Nuova (укр. «Нове життя") — це збірка сонетів, оповідань та роздумів, написаних Данте з 1283 по 1293 роки. За спогадами Данте, викладеними у La Vita Nuova, вони з Беатріче розмовляли лише двічі, хоча бачив він її дуже часто, адже вони були сусідами і належали до одного прошарку суспільства.
Вперше поет розмовляв з Беатріче у 1274 році, коли йому було 9 років, а Беатріче — 8. Це сталося у травні, на святковій вечірці у будинку Портінарі, куди був запрошений батько Аліґ'єрі, який узяв із собою сина. Данте закохався у Беатріче з першого погляду.
Друга їх розмова відбулася через 9 років. Данте зустрів Беатріче на вулиці, де вона йшла, вдягнута в біле, із двома літніми жінками. Беатріче обернулася і привіталася з поетом; це наповнило Данте неймовірною радістю, він повернувся додому, думаючи про Беатріче, а коли заснув, то побачив сон, який став сюжетом першого сонету з La Vita Nuova. У цьому сні перед Данте з'явилася могутня фігура, яка сказала поетові: «Ego dominus tuus» («укр. Я — твій Господь»). В руках фігури була спляча Беатріче, вкрита червоним. Фігура розбудила дівчину і змусила її з'їсти палаюче серце поета.
В наступних сонетах «Нового життя» Данте описує своє подальше життя. На його кохання до Беатріче не вплинув навіть шлюб останньої. Хоча вони бували в одних і тих же місцях і належали до одного прошарку суспільства, вони ніколи більше не розмовляли. Хоча Данте і ловив кожен погляд Беатріче, він докладав неймовірних зусиль, аби його почуття не розкрилися. Поет залицявся до інших жінок, присвячував їм сонети; одного разу це навіть викликало обурення у Беатріче, яка відмовилася розмовляти з Данте при зустрічі. Також поет згадує їхню зустріч на чужому весіллі, своє видіння смерті Беатріче за кілька років до її смерті, а також різні ситуації, пов'язані з його внутрішніми переживаннями.
Беатріче померла за 8 років після їх другої та останньої розмови, їй було близько 24 роки. Після її смерті Данте, намагаючись вгамувати душевний біль, вивчає філософію та латинську літературу. Кінець його кризи збігається із завершенням та впорядкуванням La Vita Nuova.
Спосіб, який Данте обрав для висловлення своїх почуттів до Беатріче, збігається із середньовічною концепцією куртуазного кохання, яка полягала у таємному, без жодної взаємності поклонінню іншій особі. Втім, досі неясно, що змусило Данте покохати Беатріче, адже він зовсім не знав її як реальну людину. Ключ до розуміння можна знайти у його творах. Данте бачив у Беатріче Спасителя, того, хто звільнить його від зла, хто змінить його на краще. Саме тому з-поміж усіх віршів до Беатріче Данте зовсім не описує її зовнішність, тільки одного разу згадує про «смарагдові» очі.

## Беатріче у творах Данте

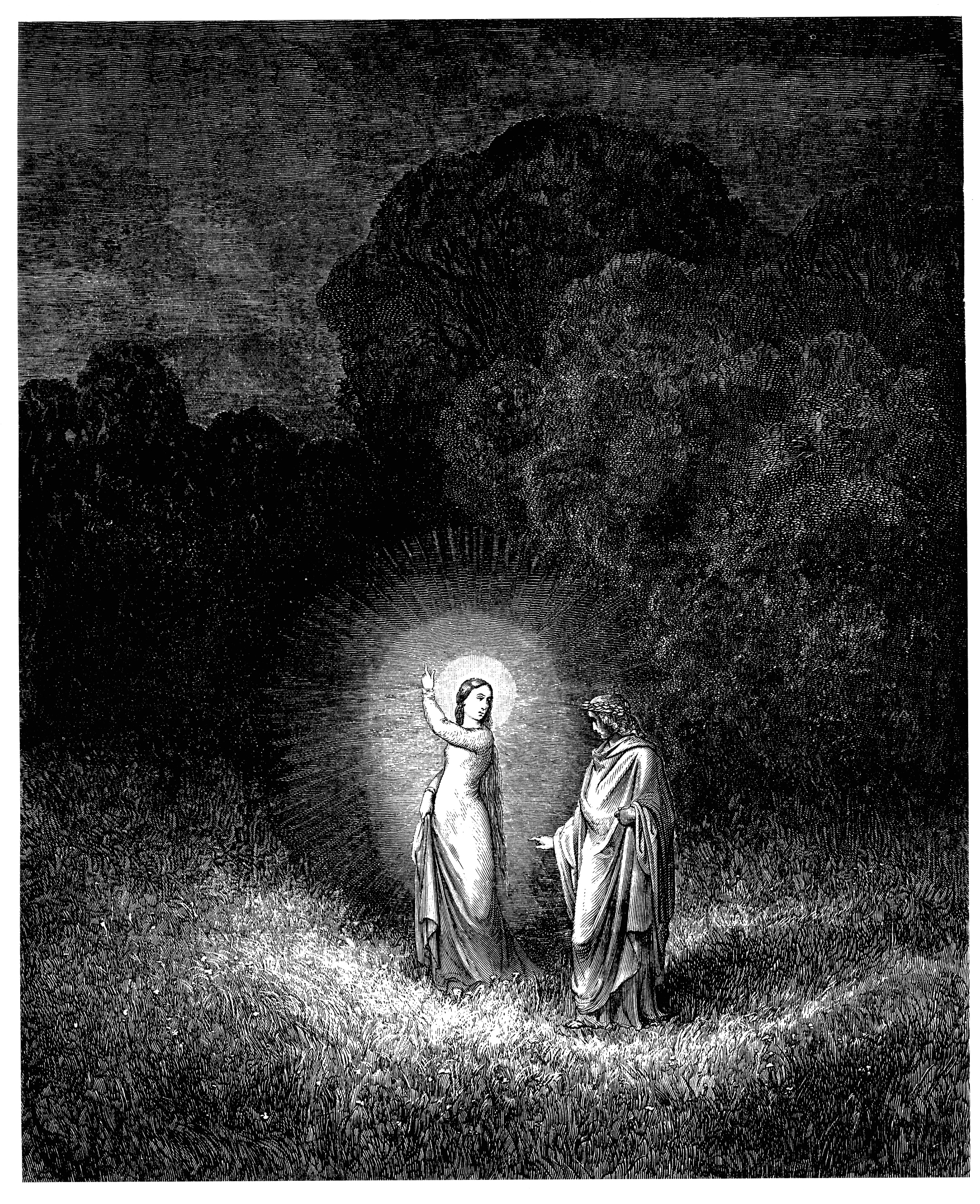
Беатріче являється Вергілію. Ілюстрація Гюстава Доре до «Божественної комедії»

Беатріче з'являється у двох найвидатніших творах Данте — La Vita Nuova та «Божественній комедії»

### La Vita Nuova
Перший великий твір Данте — La Vita Nuova — є збіркою сонетів і канцон, більшість яких присвячена Беатріче, а також прозаїчної оповіді-коментаря про кохання до Беатріче. З кожним новим сонетом Данте все більше обожнює її, Беатріче набуває рис янгола, чогось неземного. Кожна зустріч з Беатріче, її посмішка, вітання надихає поета. В книзі є одна незавершена канцона (§ XXVIII), яку Данте почав писати, перед тим, як йому повідомили про смерть Беатріче, й так і не завершив. Ще один сонет (§ XXXV) Данте написав у річницю смерті Беатріче.
Твір завершується обіцянкою поета самому собі не говорити більше про Беатріче, аж до того, як він зможе це зробити належним чином.

### «Божественна комедія»
Беатріче є одним з головних персонажів головного твору Данте — «Божественної комедії». Саме вона посилає Вергілія, щоб той був провідником Данте у Пеклі та Чистилищі, вона з'являється у чотирьох останніх піснях Чистилища та приймає естафету провідника у Вергілія, адже той є язичником, який не може потрапити до Раю.
Образ Беатріче у цьому творі остаточно набуває неземних рис. Вона, уособлюючи милість Божу, проводить Данте по всіх сферах Раю, і з кожною сферою стає все більш осяйною та божественною. В кінці цієї подорожі Беатріче на мить зникає і з'являється вгорі, на престолі, увінчана короною з вічних променів, що виходять з неї.

## Вплив на культуру
О пілігрими, ви йдете поволі,
 
Замислившись про нетутешній світ.
 
Показує знеможений ваш вид,
 
Що дальній шлях вам ліг на суходолі.

Чому не плачете ви мимоволі,
 
Ступивши в цю оселю смутку й бід?
 
Таж, мабуть, ви помітили тут слід
 
Тяжкої втрати, горя і недолі?

Якби почули ви слова мої,

Що серце вам в зітханнях каже й кличе,-
 
Ви б тут лишились, плачучи зі втрати.

Вона померла, наша Беатріче!
 
І розповідь про наглу смерть її

Д. Аліґ'єрі, «Нове життя», сонет XXIV 
(пер. М. Бажана)
Беатріче стала втіленням ідеалу, чистого кохання, жінки-янгола. Її образ користувався популярністю серед художників-прерафаелітів, особливо, у Данте Габріеля Россетті, який співвідносив себе із своїм середньовічним тезкою. Сюжети з La Vita Nuova, яку Россетті переклав англійською, змальовані у його картинах.
Твори, присвячені Беатріче:
- Шарль Бодлер, «Квіти зла», CXXV — «Беатріче»;
- Леся Українка. «Забута тінь»: аудіозапис з фотовізуалізацією: https://www.youtube.com/watch?v=94PmjQjD8-E [Архівовано 28 липня 2021 у Wayback Machine.]
- Євген Маланюк. «Беатріче»: https://onlyart.org.ua/ukrainian-poets/virshi-yevgena-malanyuka/virsh-yevgena-malanyuka-beatriche/ [Архівовано 28 липня 2021 у Wayback Machine.]
- Юрій Клен. «Беатріче» : https://www.ukrlib.com.ua/books/printit.php?tid=1021 [Архівовано 28 липня 2021 у Wayback Machine.]
- Максим Рильський. Цикл «Беатріче та гетера» (збірка «Під осінніми зорями»): https://elib.nlu.org.ua/view.html?&id=11810 [Архівовано 28 липня 2021 у Wayback Machine.]
- Володимир Сосюра. «О кучері ясні і очі Беатріче…»: https://ukrainian-poetry.com/sosyura-volodimir/o-kucheri-yasni-i-ochi-beatriche/ [Архівовано 28 липня 2021 у Wayback Machine.]
- Костянтин Бальмонт — вірш «Беатріче»;
- Микола Гумільов — вірш «Музи, облиште ридати» (цикл «Беатріче»), також згадка у новелі «Радощі земного кохання»;
- Валерій Брюсов — вірш «Більше ніколи»;
- Дмитро Мережковський — «Шукай в мені не миттєві радощі»;
- Ольга Берггольц — «Беатріче»;
- Бертольд Брехт — «Про вірші Данте, присвячені Беатріче»;
- Давид Самойлов — «Беатріче»;
- Герман Гессе — «Деміан».

На честь Беатріче названі:
- астероїд 83 Беатріс, відкритий у 1865 році;
- кампус Портінарі в академії імені Данте Аліґ'єрі (Торонто, Канада).